# Nuevo León
Nuevo León (název v češtině znamená Nový León podle španělské provincie León), je jeden z 31 mexických států. Stát se nachází v severovýchodní části Mexika. Nuevo León sousedí s mexickými státy Tamaulipas, Zacatecas a San Luis Potosí a také s americkým Texasem. Hlavním městem státu je Monterrey, třetí největší mexické město s více než třemi milióny obyvatel. Stát se může pyšnit na mexické poměry vysokým životním standardem zdejších obyvatel. Životní úroveň v tomto státě je větší než v některých státech střední a východní Evropy.